# Соловьёв, Владимир Александрович (журналист)
Влади́мир Алекса́ндрович Соловьёв (1939, Москва — 1990, Москва) — советский журналист, автор, создатель и ведущий программы «Это вы можете», выходившей на советском телевидении в 1970-е — 1980-е годы.

## Биография
Выпускник факультета журналистики[чего?].
Работал в Молодёжной редакции Центрального телевидения СССР.
Обладал фантастической работоспособностью и сочетал в себе качества руководителя, организатора и ведущего.
Созданная им программа «Это вы можете» (Э.В.М.), посвященная научно-техническому творчеству, изобретателям, на протяжении почти двух десятилетий имела популярность не ниже, чем эстрадные программы и «Огоньки».
Умер от разрыва сердца, едва отметив своё 50-летие. Похоронен в Москве, на Даниловском кладбище, участок 17.
После смерти Владимира Соловьёва программу «Э.В.М.» пытались несколько раз возобновить. Собирали то же самое жюри, аналогичную аудиторию, и ничего не получалось — полный провал. Тем не менее, в 2013 году программа была возобновлена на Общественном телевидении России, но уже после седьмого выпуска производство программы было снова прекращено.

## Награды
Был награждён премией Ленинского комсомола, медалями ВДНХ.